# Federació Internacional de Pitch and Putt
La Federació Internacional de Pitch and Putt (FIPPA) és l'organisme que regeix el funcionament del Pitch and putt al món.
Es va crear el març de 2006 en presència dels representants de 17 organismes nacionals.
En són membres la Pitch and Putt Union of Ireland (Irlanda), Brittish Pitch and Putt Union (Gran Bretanya), Federació Catalana de Pitch and Putt (Catalunya), Nederlandse Pitch and Putt Bond (Països Baixos), Norges Pitch & Putt Forbund (Noruega), Scweizerischen Pitch and Putt Verband (Suïssa), Australian Pitch and Putt Association (Austràlia) i la Federación Chilena de Pitch and Putt (Xile), Associació Andorrana de Pitch and Putt (AAPP) (Andorra), Canadian Pitch and putt Association (CPPA) (Canadà), China Pitch and Putt Association (Xina), US Pitch and Putt Association (Estats Units), la Deutscher Pitch & Putt Verband (Alemanya) i la Korean Pitch and Putt Association (KPPA).
Actualment la seu és a Barcelona i és dirigida per José Maria Anzizu i John Manning.
La FIPPA organitza la Copa del món de Pitch and Putt de seleccions nacionals que es disputà cada dos anys entre 2004 i 2008 i cada 4 anys a partir de 2012. Des de 2009 organitza el Campionat del Món individual de pitch and putt.

## Membres de la FIPPA
| Membres de la Federació Internacional de Pitch and Putt (FIPPA) |                                               |                                                                     |
| País                                                            | Organisme                                     | Lloc web                                                            |
| Alemanya (*)                                                    | Deutscher Pitch & Putt Verband (DPPV)         | http://www.dppv.de/                                                 |
| Andorra                                                         | Associació Andorrana de Pitch and Putt (AAPP) |                                                                     |
| Austràlia                                                       | Australian Pitch and Putt Association (APPA)  | http://www.australianpitchandputt.com/                              |
| Canadà (*)                                                      | Canadian Pitch and putt Association (CPPA)    | http://www.canadappa.ca/ Arxivat 2011-01-28 a Wayback Machine.      |
| Catalunya                                                       | Federació Catalana de Pitch and putt (FCPP)   | http://www.pitchandputt.cat/ Arxivat 2015-10-11 a Wayback Machine.  |
| Corea del Sud (*)                                               | Korean Pitch and Putt Association (KPPA)      |                                                                     |
| Estats Units                                                    | US Pitch and Putt Association                 |                                                                     |
| Gran Bretanya                                                   | British Pitch and Putt Association (BPPA)     | http://www.bppa.org.uk/ Arxivat 2007-04-04 a Wayback Machine.       |
| Irlanda                                                         | Pitch and Putt Union of Ireland (PPUI)        | http://www.ppui.ie/                                                 |
| Noruega                                                         | Norges Pitch & Putt Forbund (NPPF)            | http://www.pitch-putt.no/                                           |
| Països Baixos                                                   | Nederlandse Pitch&Putt Bond (NPPB)            | http://www.nppb.nl                                                  |
| Suïssa                                                          | Scweizerischen Pitch and Putt Verband (SPPA)  | http://www.swisspitchputt.ch/ Arxivat 2006-12-15 a Wayback Machine. |
| Xile                                                            | Federación Chilena de Pitch and Putt (FCPP)   |                                                                     |
| Xina (*)                                                        | China Pitch and Putt Association              |                                                                     |

- Alemanya, Canadà, Corea del Sud i la Xina són membres associats.

- El mes de maig de 2009 es van donar de baixa l'Association Francaise de Pitch and Putt (França), la Federazione Italiana de Pitch and Putt (Itàlia), la Federazione Sanmarinese Pitch and Putt (San Marino) i la Dansk Pitch and Putt Union (Dinamarca), després d'haver creat una federació internacional paral·lela, l'IPPA.[4][5]